# Soyagaon
Soyagaon è una suddivisione dell'India, classificata come census town, di 21.822 abitanti, situata nel distretto di Nashik, nello stato federato del Maharashtra. In base al numero di abitanti la città rientra nella classe III (da 20.000 a 49.999 persone).

## Geografia fisica
La città è situata a 20° 36' 0 N e 75° 37' 0 E e ha un'altitudine di 374 m s.l.m..

## Società

### Evoluzione demografica
Al censimento del 2001 la popolazione di Soyagaon assommava a 21.822 persone, delle quali 11.364 maschi e 10.458 femmine. I bambini di età inferiore o uguale ai sei anni assommavano a 2.563, dei quali 1.336 maschi e 1.227 femmine. Infine, coloro che erano in grado di saper almeno leggere e scrivere erano 17.620, dei quali 9.676 maschi e 7.944 femmine.